# Varanus lirugensis
Varanus lirugensis es una especie de escamoso de la familia Varanidae.
Su nombre común es varano de manglar de Talaud o varano de lirung.

## Distribución geográfica
Es endémica de las islas Talaud (Indonesia).